# DDR-Museum Zeitreise
Das DDR-Museum Zeitreise war eine private Dauerausstellung zum Leben in der DDR. Das Museum befand sich in der sächsischen Stadt Radebeul, direkt an der Meißner Straße, jedoch unter der Adresse Wasastraße 50. Es bestand von 2006 bis 2016, sowie von 2017 bis 2023 und befand sich im ehemaligen Sitz des VEB Kraftwerksanlagenbau, einem Bau im Stil sozialistischer Architektur. Die Ausstellung erstreckte sich über vier Etagen mit über 3500 m². Zum Bestand gehörten 60.000 Ausstellungsartikel und 140 Fahrzeuge aus der DDR. Das Museum zeigte die größte museale Dauerausstellung zum Leben in der DDR. Lange Zeit besuchten das Museum etwa 60.000 Gäste pro Jahr. Im Jahr 2015 gingen die Besucherzahlen auf 40.000 zurück.
Durch den Besucherrückgang und eine hohe Jahresmiete von 226.000 Euro musste das Museum am 7. April 2016 Insolvenz anmelden, das Regelinsolvenzverfahren läuft seit 1. Juli. Die Mietschulden betrugen zu diesem Zeitpunkt rund 60.000 Euro.
Am 15. September 2016 wurde bekannt, dass der Einzelhandelsunternehmer Peter Simmel plane, 1500 Quadratmeter im Hochhaus am Albertplatz für die Museumsexponate zur Verfügung zu stellen. Simmel betreibt dort ein Einkaufszentrum und vermietet Gewerbeflächen. Er hat dafür für 50.000 Euro die Ausstellungsstücke der DDR Museum Zeitreise Wasaparkausstellungsgesellschaft mbH gekauft. Sein Museum Die Welt der DDR in Dresden existierte von 2017 bis 2023.
Das Gebäude in Radebeul überbaut das ehemalige Anwesen des um 1900 in Radebeul beheimateten Kammersängers Lorenzo Riese sowie die Mündung der nach ihm benannten Riesestraße in die Meißner Straße.

## Ausstellung
Das Museum beabsichtigte, das Alltagsleben in der DDR ohne politische Wertung darzustellen. Eckdaten und eine auf einzelne Exponate bezogene Industriegeschichte gehörten ebenfalls zur Ausstellung. In 40 „Zeiträumen“ wurde das Alltagsleben in der DDR mit Gebrauchsgegenständen, Einrichtungen und dessen Organisation präsentiert, darunter viele Leihgaben.
Ausgestellt wurden im Erdgeschoss Automobile und öffentliche Verkehrsmittel unter anderem der Marken Simson, MZ und IFA. Dabei handelte es sich um Fahrzeuge aus dem früheren Automobilmuseum Dresden. In der zweiten Etage waren Exponate aus der Volkswirtschaft, Organisation der Betriebe und den Arbeitsbedingungen zu finden. Das dritte Stockwerk widmete sich dem Thema Wohnen, Freizeit, Sport und Kultur, in diesem Teil waren Objekte zum Thema WBS 70, Plattenbauten und Schrankwand zu sehen. In der vierten Etage befand sich eine Ausstellung über das untergegangene Staatssystem der DDR.
Zusätzlich zu den vier Etagen der Ausstellung bot ein Saal mit bis zu 400 Plätzen den Rahmen eines DDR-Kulturhauses für diverse Veranstaltungen. Eine Erlebnisgastronomie vermittelte ebenfalls Eindrücke aus dieser Zeit.

## Sonstiges
2011 besuchte der Schauspieler Tom Hanks das Museum. Er weilte wegen Dreharbeiten zu "Cloud Atlas" in Sachsen.

Eindrücke der Ausstellung
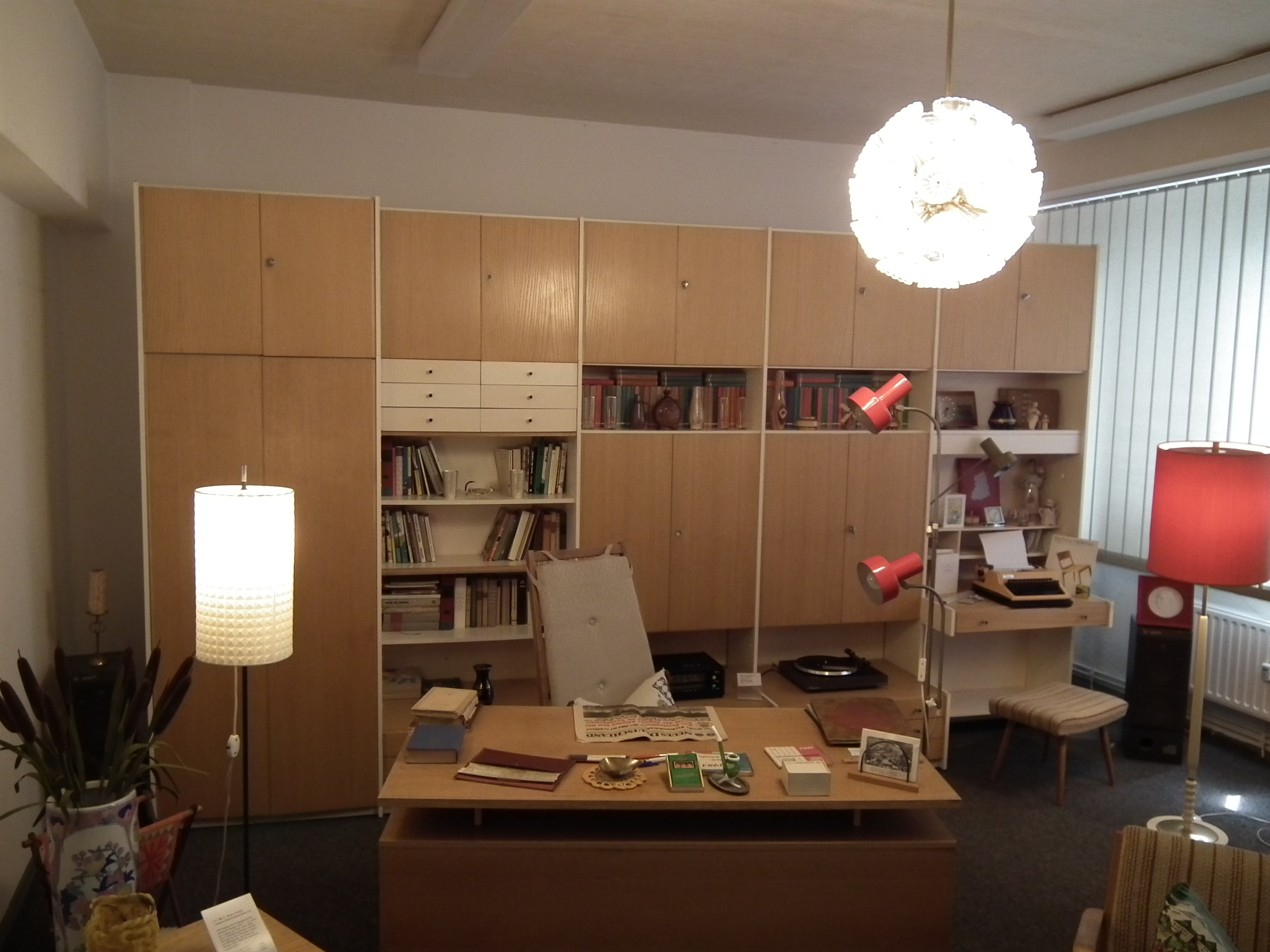
Arbeitszimmer
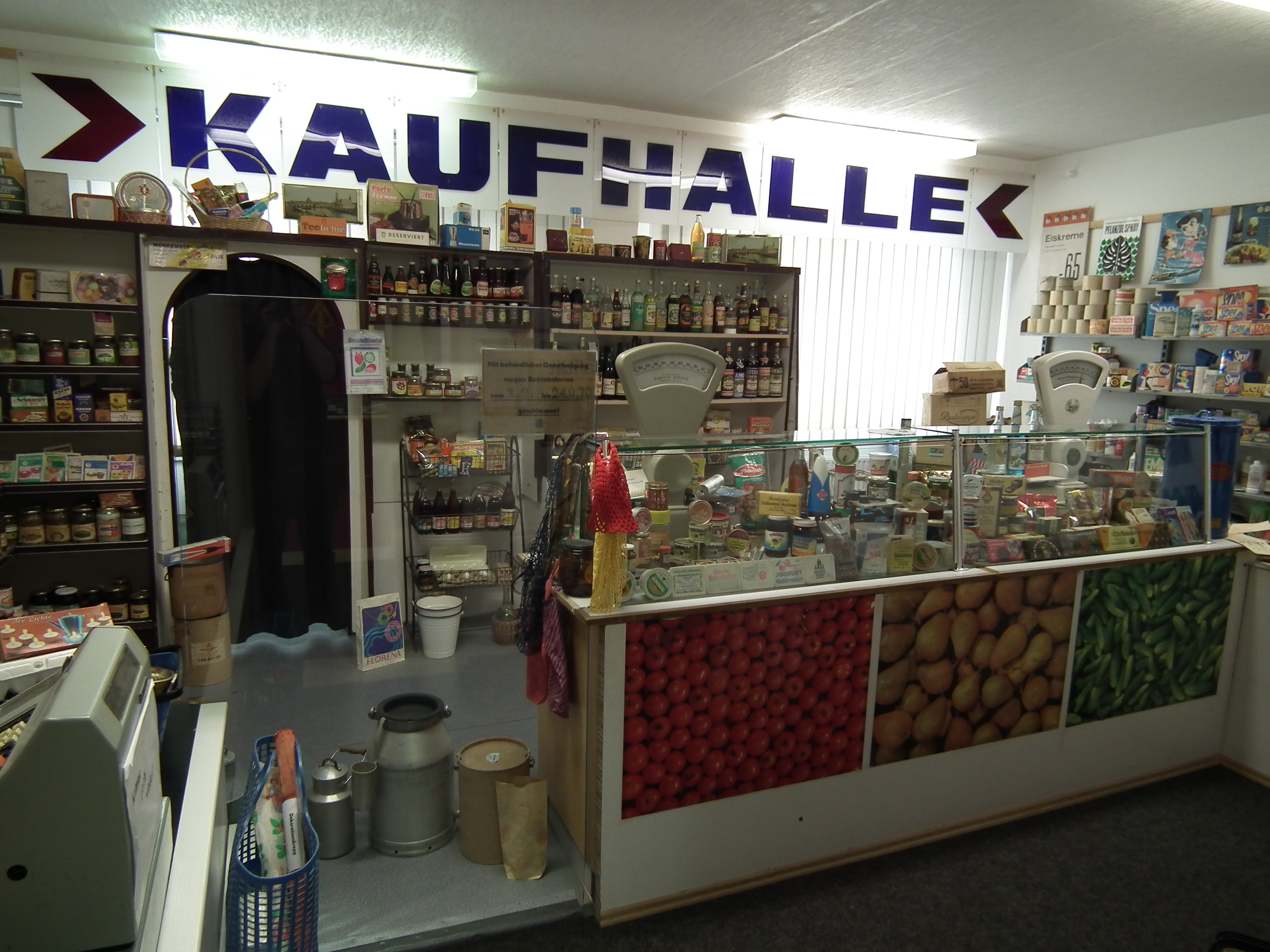
Typischer Einzelshandelsladen
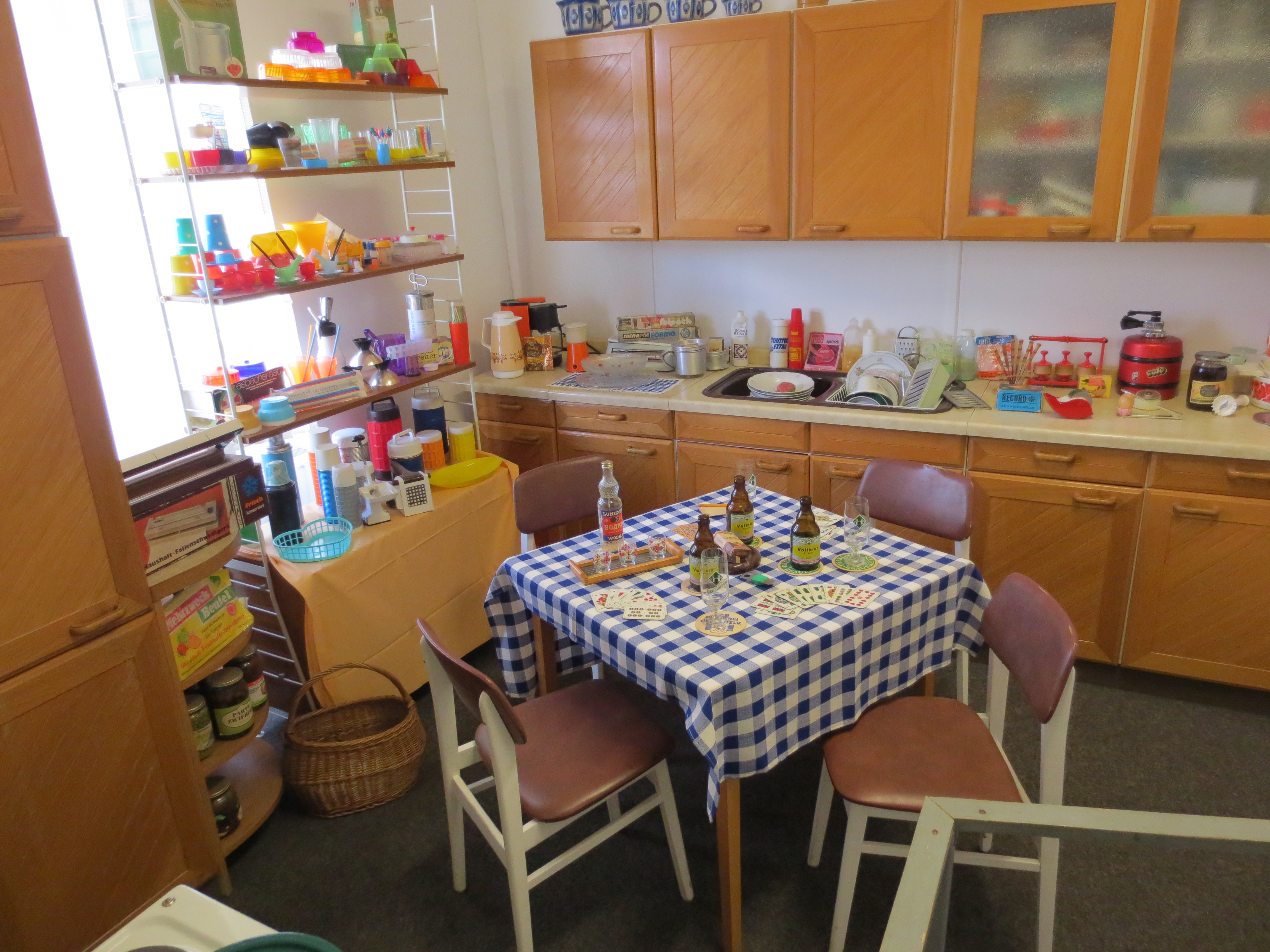
Küchen-Einrichtung
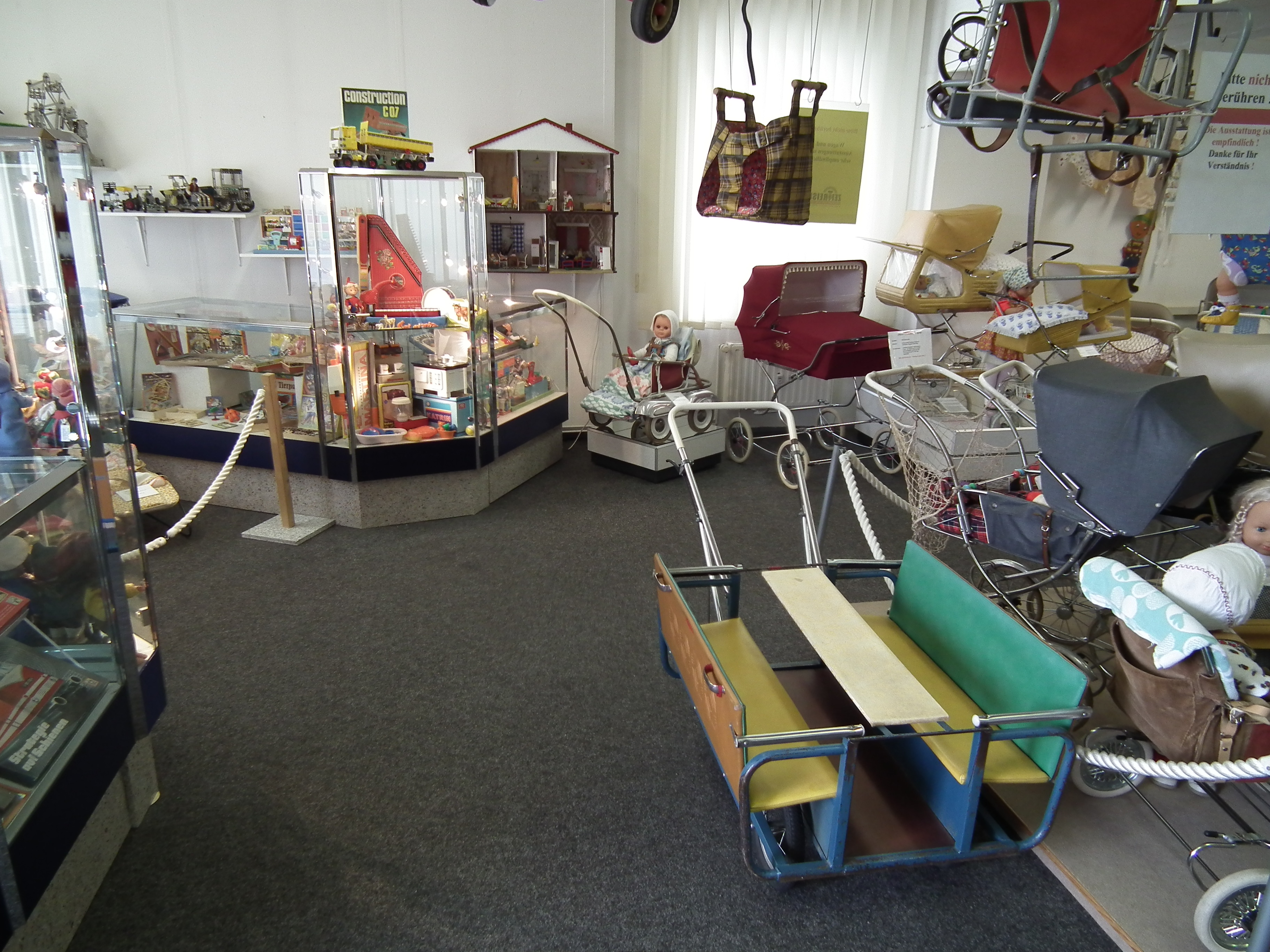
Kinderwagen und Spielsachen
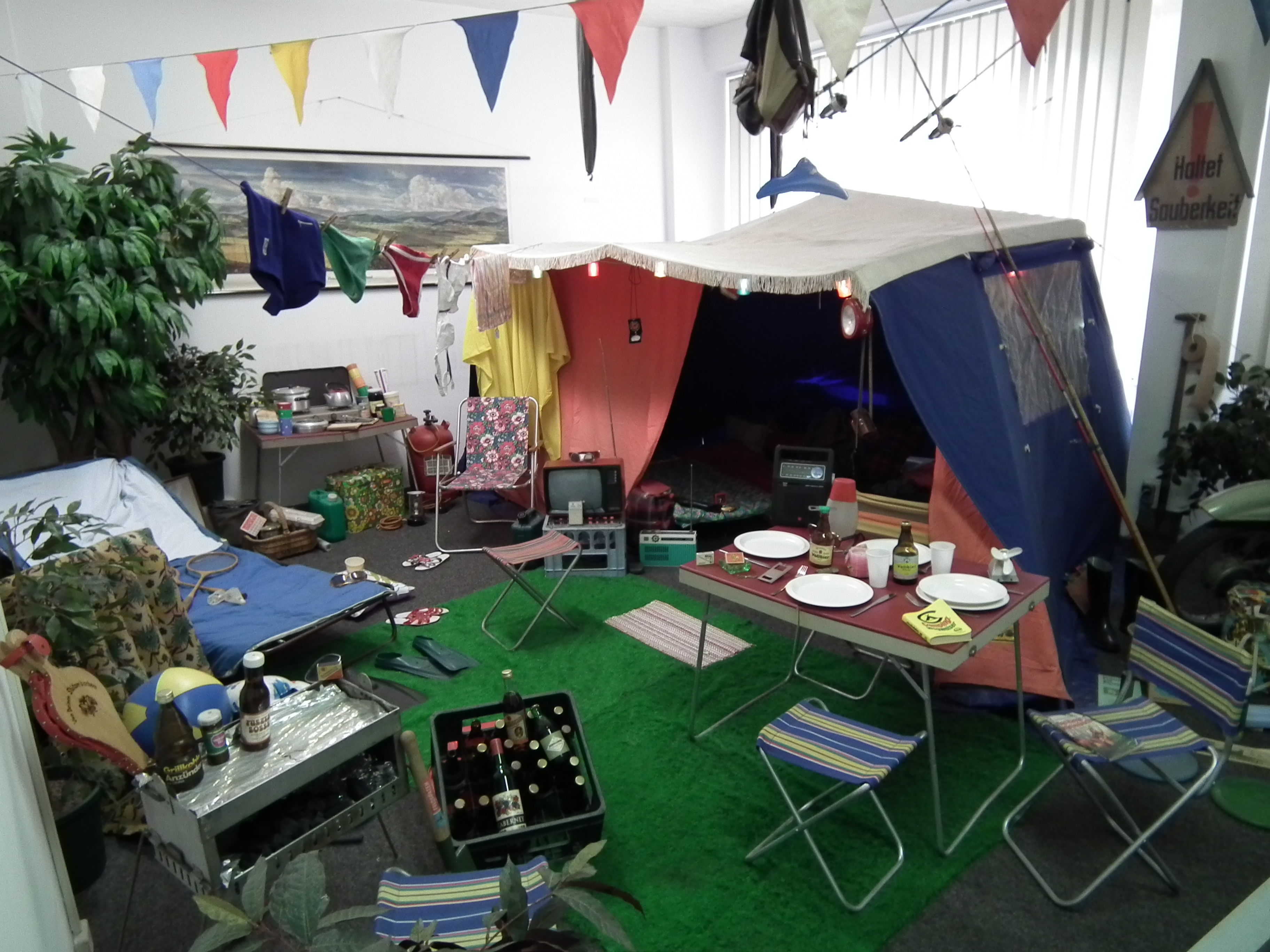
Camping-Ausrüstung
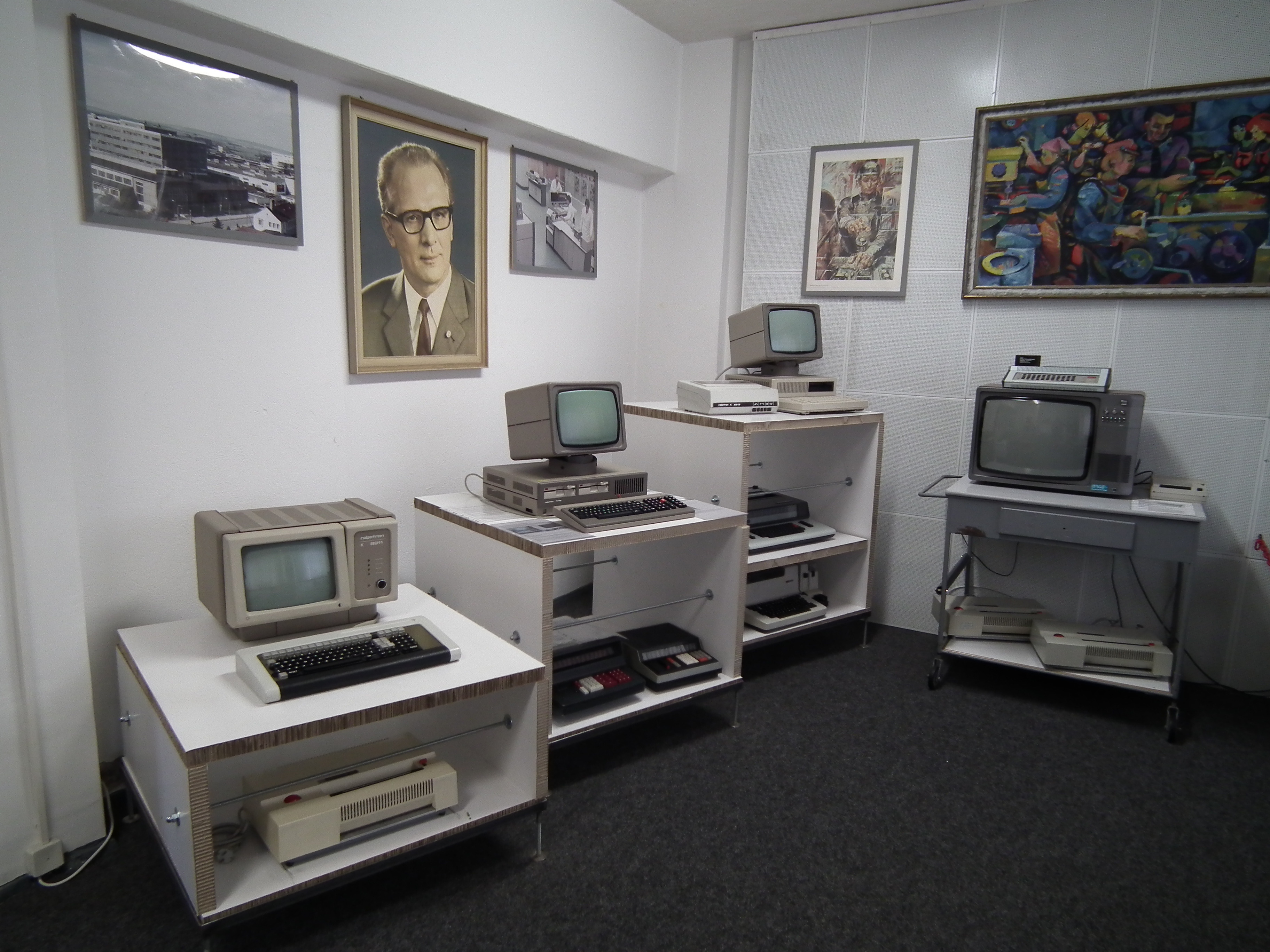
Robotron-Computer